# Municipio de Gregg (condado de Union)
El municipio de Gregg (en inglés: Gregg Township) es un municipio ubicado en el condado de Union en el estado estadounidense de Pensilvania. En el año 2000 tenía una población de 4.687 habitantes y una densidad poblacional de 119 personas por km².

## Geografía
El municipio de Gregg se encuentra ubicado en las coordenadas 41°08′00″N 76°56′59″O / 41.13333, -76.94972.

## Demografía
Según la Oficina del Censo en 2000 los ingresos medios por hogar en la localidad eran de $36,719 y los ingresos medios por familia eran $41,711. Los hombres tenían unos ingresos medios de $16,270 frente a los $22,833 para las mujeres. La renta per cápita para la localidad era de $12,916. Alrededor del 14,0% de la población estaban por debajo del umbral de pobreza.